# Krzysztof Wons
Krzysztof Wons SDS (ur. 29 października 1959 w Rudzie Śląskiej) – polski duchowny katolicki, salwatorianin, doktor teologii.

## Życiorys
Wstąpił do zakonu w 1979, śluby wieczyste złożył 8 września 1983, święcenia kapłańskie przyjął 16 maja 1985. Ukończył studia filozoficzno-teologiczne w Wyższym Seminarium Salwatorianów w Bagnie k. Wrocławia, a także specjalistyczne studia na Papieskim Uniwersytecie Gregoriańskim w Rzymie, następnie był ojcem duchownym w WSD Salwatorianów w Bagnie. Od 1997 jest dyrektorem Centrum Formacji Duchowej Salwatorianów w Krakowie. Redaktor naczelny "Zeszytów Formacji Duchowej" oraz dyrektor Szkoły Wychowawców Seminariów Duchownych Diecezjalnych i Zakonnych organizowanej przy Centrum Formacji Duchowej Salwatorianów w Krakowie pod patronatem Komisji Episkopatu Polski ds. Duchowieństwa. Jest również wykładowcą w WSD Salwatorianów.